# 妹沢克惟
妹沢 克惟（せざわ かつただ、1895年（明治28年）8月21日 - 1944年（昭和19年）4月23日）は、日本の地球物理学者・地球科学者・地震学者。東京帝国大学地震研究所所長。弾性力学研究者としてしられている。

## 経歴
石川県に生まれる 。1921年（大正10年）東京帝国大学工学部船舶工学科を卒業し、翌年東京帝大助教授となり造船工学者の末広恭二のもとで振動論を研究した。航空研究所を経て後、末広の招きで地震研究所にうつり、1928年（昭和3年）教授、1942年（昭和17年）寺沢寛一の辞任により同研究所所長に選任された。1944年（昭和19年）に死去した。
地震波伝播の数理解析が著名であるが、飛行機の機体構造に関する数理的研究も数多く残されている。また、船舶に関する振動の減衰や摩擦の研究、矩形板や薄板の振動研究など多岐に亘る論文を発表した。1924年（大正13年）に造船協会論文賞を受賞している。
また、著作として1932年（昭和7年）『振動学』(岩波書店〈工業物理学叢書〉）を著している。工学博士の松浦克昌は、当時の振動学の先端的世界を網羅した大著と紹介している。
1931年に「地震波の生成伝播其他に関する理論的研究」で学士院恩賜賞を受賞した。

## 妹沢波
1927年（昭和2年）に層がある場合のレイリー波の位相速度に分散性があること（M1系列）を発表した。1935年（昭和10年）には金井清と共同で、表面層を持つ場合の高次のレイリー波であるM2波の存在を理論的に示した。表面波にはレイリー波とラブ波とがあり、実際に観測される表面波は表層の効果により、均質な媒質を伝播するレイリー波とは相当に異なる性質を示す。レイリー波とラブ波の基本的な動きは上下動と水平動の振幅の違いで区別でき、ラブ波には上下の振動はない。だが上下動の振幅の小さい表面波が観測されることもあり、また振動軌跡が通常のレイリー波とは逆になることもある。M2波の発見は表層の条件に応じてこの様な波が発生することをあきらかにした。